# Jazovice
Jazovice (německy Jasowitz) je vesnice, část obce Starý Petřín v okrese Znojmo. Nachází se asi 2 km na východ od Starého Petřína. Je zde evidováno 214 adres. Trvale zde žije 82 obyvatel.
Jazovice je také název katastrálního území o rozloze 7,76 km2.

## Název
Název vesnice je poprvé zmíněna roku 1323 pod německým jménem Jeswicz, které se snad vyvinulo z českého Jezevčí doloženého pro vesnici z 16. století. Ještě roku 1672 je německé jméno doloženo v podobě Jeszwitz, od roku 1720 až do druhé světové války mělo podobu Jasowitz. Úpravou zakončení z něj vzniklo novověké české jméno Jazovice.

## Historie
První písemná zmínka o obci pochází z roku 1323.

## Pamětihodnosti
- Kaple sv. Michaela Archanděla